# 阿兰·博斯凯
阿兰·博斯凯（Alain Bosquet，1919年3月28日—1998年3月8日），法国诗人。出生于乌克兰敖德萨，1925年移居布鲁塞尔。阿兰曾代表比利时和法国参加第二次世界大战，后移民美国。1958年，博斯凯曾在布兰戴斯大学任教。1959-1960年，他曾在里昂大学教授美国文学。1980年，博斯凯成为法国公民。1998年，阿兰·博斯凯病逝于法国巴黎。